# نیش‌زده
نیش زده (به انگلیسی: Stung)  یک فیلم ترسناک علمی تخیلی، کمدی محصول سال ۲۰۱۵ آمریکا به کارگردانی ها بنی دیز و نوشته شده توسط اِدم ارستی است. از ستاره های این فیلم می توان به  مت اولری، جسیکا کوک، لنس هنریکسن، کلیفتون کالینز جونیور، سیسیلیا پیلادو و حوا اسلاتنر اشاره کرد. این فیلم در تاریخ ۳ ژوئیه ۲۰۱۵ توسط IFC در نیمه شب منتشر شد.

### داستان فیلم
یک مهمانی تجملی به صحنه شکار طبقه مرفه تبدیل می شود هنگامی که دسته ای از زنبورهای قاتل به شکارچیان هفت فوتی تبدیل می شوند